# Plecotus taivanus
Plecotus taivanus (Yoshiyuki, 1991) è un pipistrello della famiglia dei Vespertilionidi endemico di Taiwan.

## Descrizione

### Dimensioni
Pipistrello di piccole dimensioni, con la lunghezza della testa e del corpo tra 48 e 50 mm, la lunghezza dell'avambraccio tra 37 e 38 mm, la lunghezza della coda tra 47 e 49 mm, la lunghezza del piede tra 9 e 11 mm, la lunghezza delle orecchie tra 36 e 39 mm.

### Aspetto
La pelliccia è lunga. Il colore generale del corpo è bruno-nerastro con la punta dei peli giallo-brunastra. Il muso è conico. Le orecchie sono enormi, ovali, nerastre, unite sulla fronte da una sottile membrana cutanea. Il trago è lungo circa la metà del padiglione auricolare, affusolato e con l'estremità smussata. Le membrane alari sono sottili e nerastre. La coda è lunga ed inclusa completamente nell'ampio uropatagio.

## Biologia

### Comportamento
Si rifugia all'interno delle grotte, gallerie, edifici e nelle cavità degli alberi.

### Alimentazione
Si nutre di insetti.

## Distribuzione e habitat
Questa specie è conosciuta soltanto nelle zone montane interne dell'isola di Taiwan.
Vive nelle foreste primarie a circa 2.250 metri di altitudine.

## Conservazione
La IUCN Red List, considerato l'areale limitato e il continuo declino nella qualità del proprio habitat, classifica P.taivanus come specie prossima alla minaccia di estinzione (Near Threatened).